# Al-Harisa (Irak)
Al-Harisa (arab. الهارثة) – miasto w Iraku, w muhafazie Al-Basra. W 2009 roku liczyło 95 692 mieszkańców.